# Cupcake

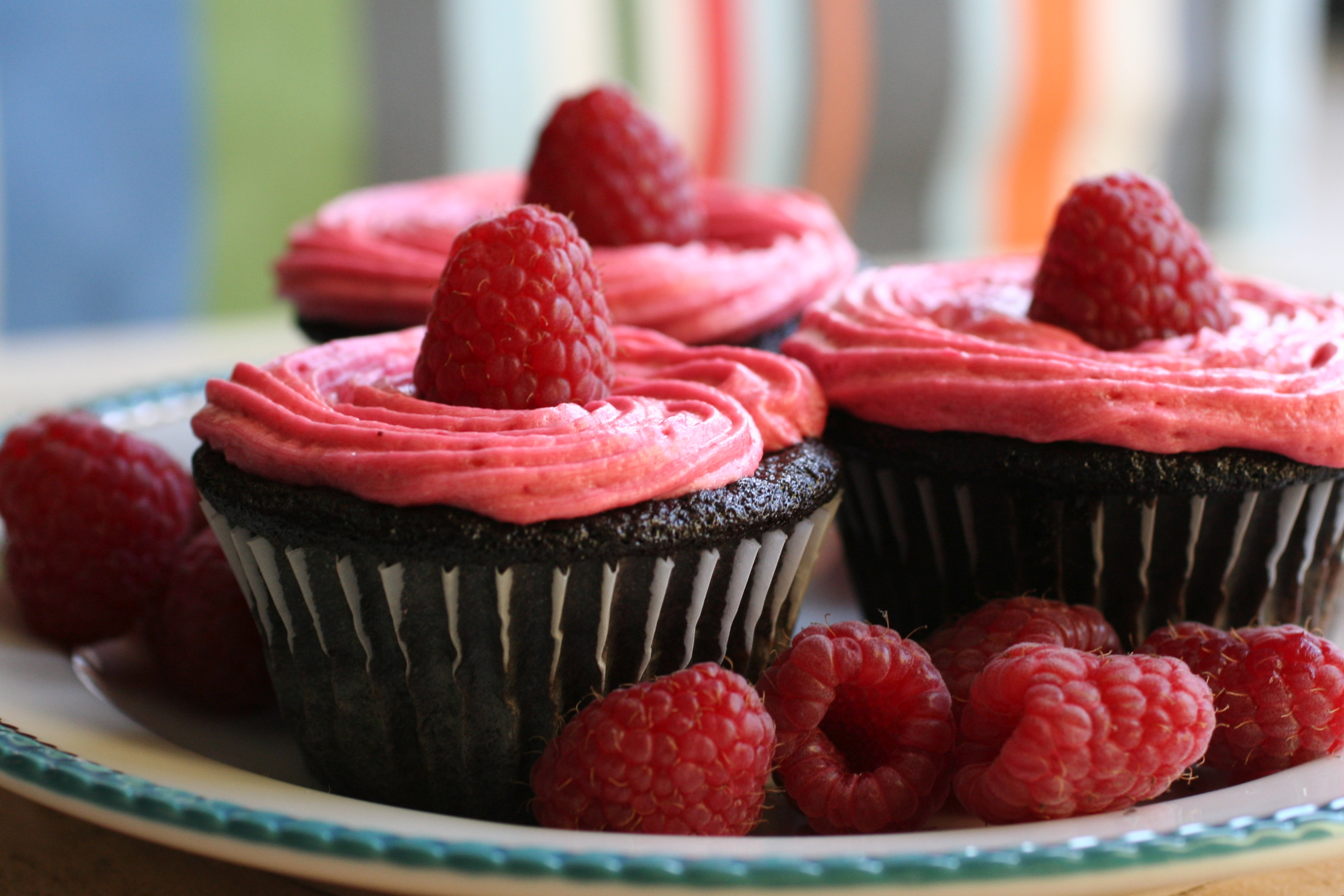
Cupcake zdobený ovocem

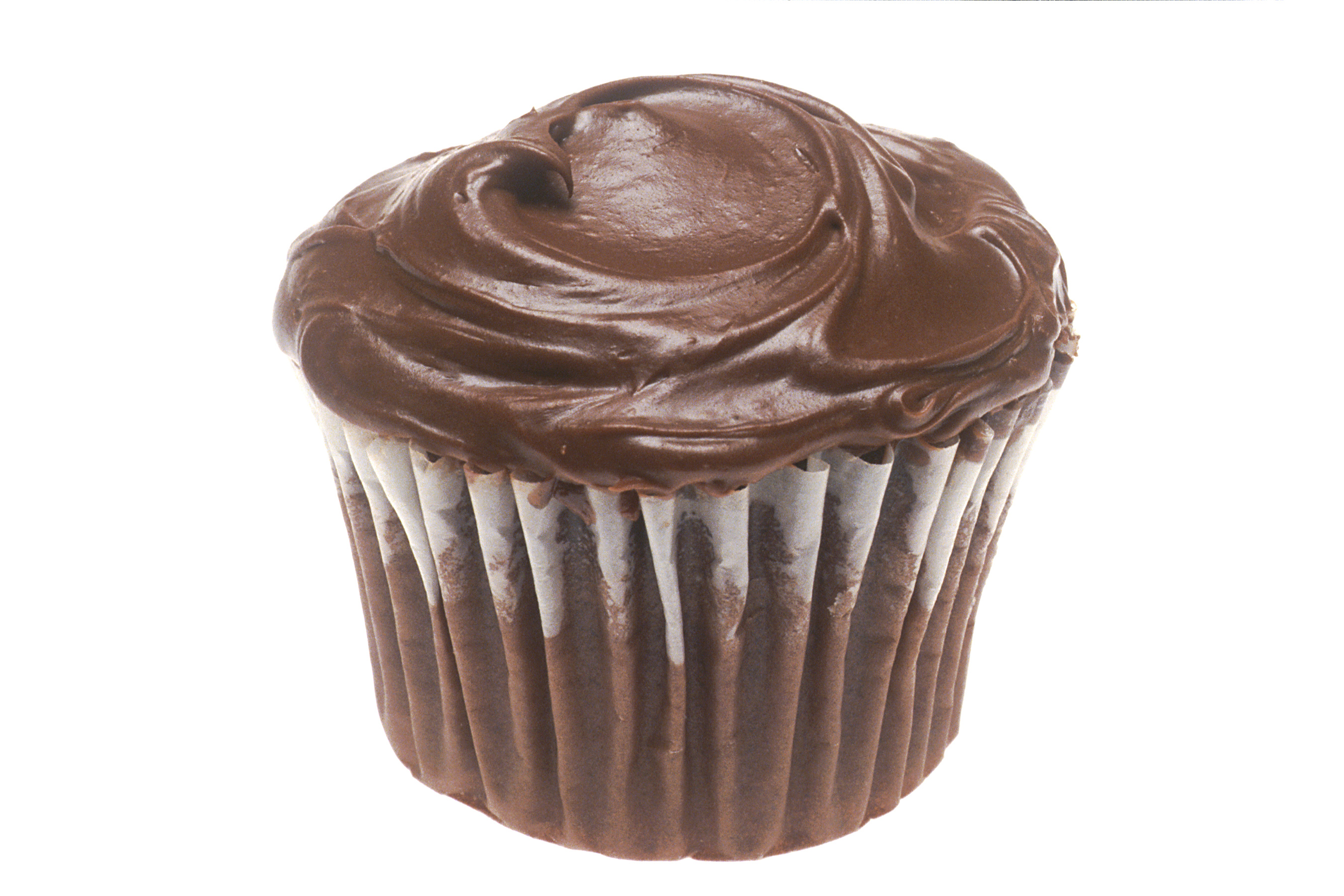
Čokoládový cupcake

Cupcake (výslovnost [kapkejk]) je malý dort připravený k servírování jedné osobě, který může být upečen v papírovém nebo alobalovém košíčku. Stejně jako u větších dortů se používají různé polevy a ozdoby.

## Historie
První zmínka o cupcakes pochází už z roku 1796. Recept na dortík byl napsán v knize americké kuchařky Amelie Simmonsové. Termín cupcake byl poprvé použit roku 1828. Tyto dortíky byly často pečené v jednotlivých keramických šálcích nebo formách. Jejich pojmenování „cupcake“ vzniklo z šálků, ve kterých jsou dortíky upečené. Jméno cupcake je dnes používáno jako název pro malé dortíky o velikosti čajového šálku.

## Cupcake vs. muffin
Lidé většinou mylně nazývají cupcake muffinem. Tyto dva „dezerty“ mají však společnou jen formu na pečení a papírový košíček. U muffinů se většinou používá polohrubá mouka a hutnější těsto, které nakyne do výšky a udělá hříbeček. Kdežto těsta na cupcakes jsou většinou z hladké mouky a tekutější, takže kdybyste košíček naplnili stejně jako na muffiny po okraj, tak se těsto ve formě vylije a hříbeček nepůjde do výšky, ale do stran. Navíc cupcakes se často plní a vždy je ozdoben polevou (krémem), v USA jsou krémy nejčastěji máslové, občas cream cheese (sýr typu philadelphia). V ČR se dá muffin přirovnat k tradiční bábovce a cupcake k dortu.

## Příprava

### Recepty
Obvykle se používají stejné ingredience jako na velké koláče – mouka, cukr, vejce, máslo a mléko. Téměř jakýkoli recept, který je vhodný na normální koláč, je vhodný i na pečení cupcakes. Lze použít obyčejné těsto nebo přidat různé přichutě a přísady jako rozinky, ořechy, bobule nebo čokoládové hoblinky.
Protože malá velikost cupcakes umožní snadnější vedení tepla a jsou hotové velmi rychle, jsou často pečeny i v domácích podmínkách.
Na vrchu se cupcakes zdobí polevou a různými dekoracemi. Mohou být i plněné polevou, ovocem nebo krémem. Toho pekaři obvykle docílí vydlabáním vnitřku a následným vyplněním. Může se použít také cukrářský pytlík a ve velkých fabrikách také injekční stříkačka. Pro slavnostní příležitosti se pečou velmi složitě zdobené cupcakes.

### Varianty
- Cupcake v hrnku je varianta, která získala popularitu zejména na internetových fórech o vaření.[zdroj⁠?!] Tato technika využívá obyčejný hrnek jako nádobu na vaření. Metoda je zajímavá v tom, že hrnek s dortíkem se může péct v mikrovlnné troubě. Příprava receptu často trvá méně než pět minut. Dortík nakyne pomocí rostlinného oleje (obvykle olivového nebo slunečnicového), směsi mouky a ostatních ingrediencí. Jakmile se začne olej ve směsi zahřívat, vytváří vzduchové kapsy, což umožňuje, že dortík rychle nakyne.
- Cupcake ve sklenici je další způsob přípravy cupcake. Pekař používá sklenici místo speciálních forem nebo papírových košíčků.
- „Gurmánský“ cupcake[zdroj⁠?!] je poněkud nedávná varianta cupcake. Jsou to velké a plněné dortíky, které mají různé příchutě, například tiramisu nebo cappuccino.

### Pečení
Obvykle se pečou v plechu na muffiny, který je vyroben z kovu s nepřilnavým povrchem a většinou mívá 6, 12 nebo 24 prohlubní. Plechy mohou být také zhotoveny z pryže, silikonu či jiného materiálu.

## Obchody s cupcake
- Georgetown Cupcake je první pekárna cupcake ve městě Washington, D.C. . Obchod s cupcake získal velkou publicitu v roce 2010 po premiéře TLC's DC Cupcakes v šestém díle reality show o obchodech a jejich majitelích. Majitelkami tohoto obchodu jsou sestry Sophie LaMontagne a Katherine Kallinis.
- Crumbs Bake Shop je veřejná obchodní firma, ve které běží největší řetězec s prodejem cupcake v USA. Prodej cupcake v této firmě dosáhl vrcholu ceny akcií v roce 2011. Pokles tržeb nastal kvůli konkurenci ze strany mom-and-pop (specializovaný obchod) a díky konkurenci ze strany potravinářských obchodů, to způsobilo prudký pokles ceny akcií v roce 2013.